# 星光

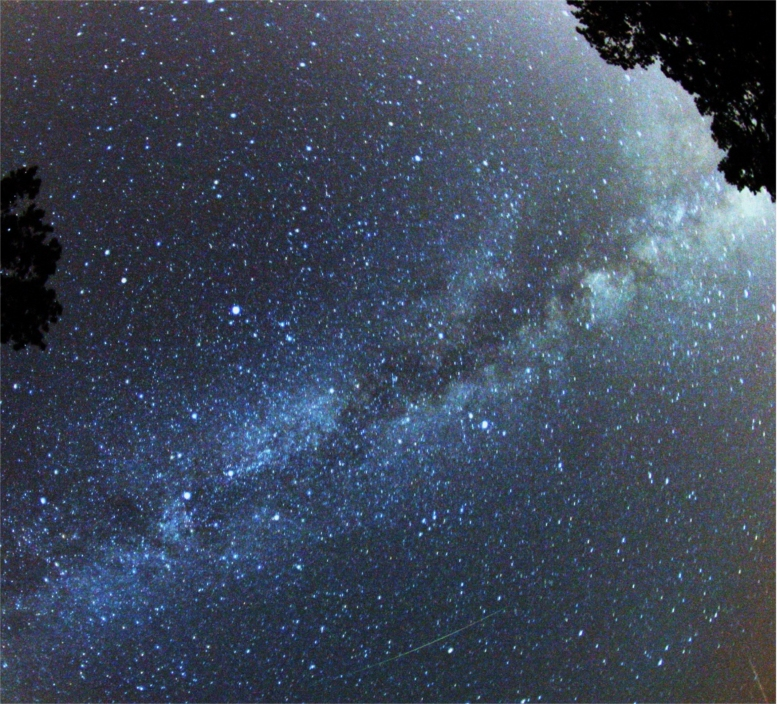
銀河和一顆流星跨越繁星點點的天空。

星光是恆星發射的光，它通常是指在地球夜間來自恆星可見光的電磁輻射；在白天，除了太陽之外其它天體的星光也可以觀測得到。
陽光這個術語是用在白天看見來自太陽的星光。在夜晚，反照率是描述來自太陽系的其它天體，包括月光，反射的陽光。
通過望遠鏡觀察和測量星光，是天文學許多領域的基礎，包括光度法和恆星光譜。星光也是許多個人經驗和人類文化中值得注意的，影響各種各樣的發展，包括詩歌、天文學、和軍事行動。
美國軍方在1950年代花費數以百萬計的美元，發展出星光夜視鏡，可以放大星光、被雲遮蔽的月光和來自植物的螢光，達到50,000倍，讓人可以在夜晚看得見。相較之前發射紅外線的系統，像是狙擊鏡，它是一種無源系統，不需要額外的發射光源來觀看。
在宇宙中的星光顏色平均是陰暗的黃白色，已被命名為宇宙拿鐵。
星光光譜學，恆星光譜的調查，最早在1814年由約瑟夫·弗勞恩霍夫開創。星光可以被分類為三種主要的光譜類型：連續譜、發射譜、和吸收譜。